# Il corsaro (film 1924)
Il corsaro è un film del 1924 diretto da Augusto Genina e Carmine Gallone.
Il soggetto del film, prodotto dagli "Artisti italiani associati", è stato tratto dal romanzo I fuggiaschi, di Ferdinando Paolieri.